# 28 Tage
28 Tage (Originaltitel: 28 Days) ist ein US-amerikanisches Filmdrama von Betty Thomas aus dem Jahr 2000. Die Hauptrolle spielte Sandra Bullock.

## Handlung
Die New Yorker Journalistin Gwen Cummings ist ein beliebtes Partygirl. Für sie und ihren Freund Jasper ist das Leben ein einziges Fest mit endlosen Alkohol- und Kokainorgien.
Zur Hochzeit ihrer Schwester kommt Gwen wegen einer durchzechten Nacht zu spät. Dort betrinkt sie sich, benimmt sich total daneben und fährt im Vollrausch mit der Hochzeitslimousine davon, um einen Kuchen zu besorgen.
Gwen rammt die Veranda eines Wohnhauses und wird verhaftet. Die Konsequenz ist eine Verurteilung zu einer Gefängnisstrafe, welche in eine 28-tägige Zwangsentziehungskur in einer Einrichtung namens „Serenity Glen“ umgewandelt wird. Hier wird sie mit einer Reihe von Regeln konfrontiert, darunter gemeinsames Singen der Patienten und ein absolutes Handy-Verbot. Nach anfänglichen Problemen freundet sie sich mit einigen anderen Patienten an. Gwens Mitbewohnerin Andrea, ein heroinabhängiges 17-jähriges Mädchen, gelangt am Tag vor ihrer Entlassung an Drogen und stirbt an einer Überdosis.
Gwen wird anfangs von ihrem Freund Jasper regelmäßig besucht und heimlich mit Alkohol und Tabletten versorgt, nach einiger Zeit lehnt sie jedoch weitere derartige Lieferungen ab. Sie verliebt sich in den sensiblen sex- und drogensüchtigen Baseballstar Eddie. Obwohl Gwen mehrmals gegen verschiedene Regeln verstößt und deshalb beinahe hinausgeworfen wird, kann sie den Entzug erfolgreich abschließen. Beim Abschied gibt Eddie ihr noch den Rat, sich von Jasper zu trennen, da er nicht gut für sie sei.
Gwen hat sich inzwischen mit ihrer Schwester ausgesprochen und versöhnt. Sie gewinnt andere Ansichten über das Leben als vor der Therapie und macht mit Jasper Schluss, nachdem dieser sie wiederum zu Partys und Trinkgelagen überreden wollte.

## Kritiken
In den englischsprachigen Medien erntete der Film überwiegend schwache bis schlechte Kritiken. Basierend auf der Auswertung von 86 Kritiken weist Rotten Tomatoes eine Positivquote von lediglich 33 Prozent aus.

„Ein ganz auf Sandra Bullock zugeschnittener, inszenatorisch uninspirierter Star-Film, der nie die Balance zwischen Komödie und Problemfilm findet.“

James Berardinelli kritisierte auf ReelViews, der Film biete ein beschönigtes Bild des Alkoholismus aus der „Hollywood-Sicht“. Sandra Bullock sehe für den Charakter einer alkoholkranken Frau zu gut aus, und ihre Darstellung sei „flach“ („flat“) und „uncharismatisch“ („uncharismatic“).
Roger Ebert kritisierte in der Chicago Sun-Times vom 14. April 2000, Sandra Bullock zeige im Film eine „oberflächliche Verletzbarkeit“.

## Hintergrund
Zur Vorbereitung auf ihre Rolle verbrachte Sandra Bullock einige Zeit in einer Rehabilitationsklinik. Vor jeder Szene, bei der sie in der Rolle unkontrolliert zittern sollte, trank sie vorher einen dreifachen Espresso. Die meisten der bei den Gruppensitzungen im Hintergrund sichtbaren künstlerischen Arbeiten stammten von realen Reha-Patienten.
In der deutschen Synchronfassung wird Sandra Bullock nicht von ihrer gewohnten Synchronstimme Bettina Weiß, sondern von Nana Spier synchronisiert.
Die Produktionskosten wurden auf 43 Millionen US-Dollar geschätzt. Der Film spielte in den Kinos weltweit rund 62 Millionen US-Dollar ein, davon 37 Millionen US-Dollar in den USA.

## Belege
1. ↑  Alterskennzeichnung für 28 Tage. Jugendmedienkommission.
2. ↑  https://www.rottentomatoes.com/m/28_days
3. ↑  28 Tage im Lexikon des internationalen Films
4. ↑  Kritik von James Berardinelli
5. ↑  Kritik von Roger Ebert
6. ↑  28 Days (2000) – Box Office Mojo. Abgerufen am 31. August 2019.